# BD Wong
BD Wong, właśc. Bradley Darryl Wong (ur. 24 października 1960 w San Francisco) – amerykański aktor filmowy i telewizyjny pochodzenia chińskiego.

## Filmografia

### Filmy
- 1986: Karate Kid II jako Chłopak na ulicy
- 1987: Double Switch jako Kelner
- 1988: Crash Course jako Kichi (film TV)
- 1989: Rodzinny interes (Family Business) jako Jimmy Chiu
- 1990: Dobranoc, kochana żono: Morderstwo w Bostonie jako Kim Tan
- 1990: Nowicjusz jako Edward
- 1991: Niezwykła randka (Mystery Date) jako James Lew
- 1992: Próżniaki (Lounge People) jako Billy
- 1993: A orkiestra grała dalej (And the Band Played On) jako Kico Govantes
- 1993: Park Jurajski (Jurassic Park) jako dr Henry Wu
- 1994: Najemnicy (Men of War) jako Po
- 1994: Magical Make-Over jako Johnny Anioł
- 1994: Spec jako dr Wong, doradca małżeński
- 1995: Kalamazoo jako Justin
- 1995: Ojciec panny młodej II (Father of the Bride Part II) jako Howard Weinstein
- 1995: Dazzle jako Teng
- 1995: Happily Ever After: Fairy Tales for Every Child jako Wilk (głos)
- 1996: Karaluchy pod poduchy (Joe’s Apartment) jako Karaluch (głos)
- 1996: The West
- 1996: Krytyczna decyzja (Executive Decision) jako Louie
- 1997: Siedem lat w Tybecie (Seven Years in Tibet) jako Ngawang Jigme
- 1998: Slappy and the Stinkers jako Morgan Brinway
- 1998: Belfer 2 jako Warren Drummond
- 1998: Mulan jako kapitan Li Shang (głos)
- 2002: Jezioro Salton (The Salton Sea) jako Bubba
- 2004: Mulan II jako kapitan Li Shang (głos)
- 2005: Zostań (Stay) jako dr Ren
- 2006: East Broadway jako Stephen
- 2012: Odmieniec jako Oliver Young
- 2015: Jurassic World jako dr Henry Wu
- 2015: Focus jako Liyuan
- 2017: Między nami kosmos jako Tom Chen
- 2018: Jurassic World: Upadłe królestwo jako dr Henry Wu
- 2018: Nie otwieraj oczu jako Greg

### Seriale
- 1994–1995: All-American Girl jako dr Stuart Kim
- 1995: Bless This House jako Johnny Chen
- 1996: Z Archiwum X (The X Files) jako det. Glen Chao
- 1997–2003: Oz jako ksiądz Ray Mukada
- 2001–2015: Prawo i porządek: sekcja specjalna (Law & Order: Special Victims Unit) jako dr George Huang
- 2012: Przebudzenie jako dr John Lee
- 2015–2017, 2019: Mr. Robot jako Whiterose
- 2016–2019: Gotham jako dr Hugo Strange
- 2018: American Horror Story jako Baldwin Pennypacker
- 2019–2020: Flash jako Godspeed
- 2020–2021: Awkwafina Is Nora from Queens jako Wally

### Reżyser
- 2006: East Broadway

## Nagrody
- Nagroda Tony (1988)
- Drama Desk Award (1988)
- Theatre World Award (1988)